# Grant Gustin
Thomas Grant Gustin (Norfolk, Virginia, 14 januari 1990) is een Amerikaans acteur en zanger. Hij is vooral bekend van zijn rol als Sebastian Smythe in de serie Glee en als Barry Allen in The Flash.

## Carrière
Gustin maakte in 2009 zijn televisiedebuut, in de serie Glee, waarin hij Sebastian Smythe speelde. Nadat hij in 2013 tweemaal de rol van Barry Allen mocht spelen in Arrow, werd bekendgemaakt dat Gustin het personage opnieuw zou vertolken in de serie The Flash.

## Discografie
| Jaar | Titel                                         | Album                                            |
| ---- | --------------------------------------------- | ------------------------------------------------ |
| 2011 | "Uptown Girl"                                 | Glee: The Music, Volume 7                        |
| 2012 | "Bad"                                         | Glee: The Music, The Complete Season Three       |
| 2012 | "Smooth Criminal" met Naya Rivera ft. 2Cellos | Glee: The Music, The Complete Season Three       |
| 2012 | "I Want You Back"                             | Glee: The Music, The Complete Season Three       |
| 2012 | "Stand"                                       | Glee: The Music, The Complete Season Three       |
| 2012 | "Glad You Came"                               | Glee: The Music, The Complete Season Three       |
| 2012 | Live While We're Young"                       | Glee: The Music, Season 4, Volume 1              |
| 2017 | "Super Friend" met Melissa Benoist            | The Flash – Music from the Special Episode: Duet |
| 2017 | "Runnin' Home to You"                         | The Flash – Music from the Special Episode: Duet |

## Prijzen en nominaties
| Jaar | Prijs                 | Categorie                                        | Werk      | Resultaat   |
| ---- | --------------------- | ------------------------------------------------ | --------- | ----------- |
| 2015 | Kids' Choice Awards   | Favoriete Televisieacteur                        | The Flash | Genomineerd |
| 2015 | Teen Choice Awards    | Choice TV: Uitgebroken Ster                      | The Flash | Gewonnen    |
| 2015 | Teen Choice Awards    | Choice TV: Chemie (met Candice Patton)           | The Flash | Genomineerd |
| 2015 | Teen Choice Awards    | Choice TV: Kus (met Candice Patton)              | The Flash | Genomineerd |
| 2015 | Saturn Awards         | Baanbrekende Vertolking                          | The Flash | Gewonnen    |
| 2015 | Saturn Awards         | Beste Acteur op Televisie                        | The Flash | Genomineerd |
| 2016 | Kids' Choice Awards   | Favoriete Mannelijke Televisiester – Familieshow | The Flash | Genomineerd |
| 2016 | Teen Choice Awards    | Choice TV Acteur: Fantasy/Sci-Fi                 | The Flash | Gewonnen    |
| 2016 | Teen Choice Awards    | Choice TV: Chemie (met Candice Patton)           | The Flash | Genomineerd |
| 2016 | Teen Choice Awards    | Choice TV: Kus (met Candice Patton)              | The Flash | Genomineerd |
| 2016 | Saturn Awards         | Beste Acteur op Televisie                        | The Flash | Genomineerd |
| 2017 | MTV Movie & TV Awards | Beste Superheld                                  | The Flash | Genomineerd |
| 2017 | Saturn Awards         | Beste Acteur op Televisie                        | The Flash | Genomineerd |
| 2017 | Teen Choice Awards    | Choice: Televisieacteur Actie                    | The Flash | Gewonnen    |
| 2017 | Teen Choice Awards    | Choice TV: Slechterik                            | The Flash | Genomineerd |
| 2018 | Kids' Choice Awards   | Favoriete Televisieacteur                        | The Flash | Genomineerd |
| 2018 | MTV Movie & TV Awards | Beste Superheld                                  | The Flash | Genomineerd |
| 2018 | Teen Choice Awards    | Choice: Televisieacteur Actie                    | The Flash | Gewonnen    |
| 2018 | Teen Choice Awards    | Choice: Televisierelatie (met Candice Patton)    | The Flash | Genomineerd |
| 2018 | Teen Choice Awards    | Choice: Mannelijke Hottie                        | The Flash | Genomineerd |
| 2019 | Kids' Choice Awards   | Favoriete Mannelijke Televisiester               | The Flash | Genomineerd |

- Bibliothèque nationale de France: cb17019650q (data)
- International Standard Name Identifier: 0000 0003 7230 0443
- Library of Congress Control Number: no2015139889
- MusicBrainz: 0059a71f-c33a-4c57-b7f3-bb0657f80f1f
- Nederlandse Thesaurus van Auteursnamen: 400998688
- Virtual International Authority File: 362144783040975749769
- WorldCat: E39PBJxcTQjhdwfqCRgB8VYpT3